# SNAP25
La proteina sinaptosomale associata 25 (SNAP25) è una proteina SNARE con peso molecolare di 25 kilodalton (kDa), che nell'uomo è codificata dal gene SNAP25. Fa parte del Sinaptosoma, ovvero della struttura deputata al rilascio di Acetilcolina da parte della membrana del Motoneurone inferiore. È bloccata selettivamente dai tipi A C ed F della Neurotossina Botulinica.